# 永富映次郎
永富 映次郎（ながとみ えいじろう、1903年11月6日 - 1981年10月17日）は、日本の映画監督、脚本家、編集技師、文筆家である。
本名永富 熊雄（ながとみ くまお）。

## 人物・来歴
1903年（明治36年）11月6日、長崎県長崎市勝山町に生まれる。
1918年（大正7年）3月、長崎市勝山高等小学校（現在の長崎市立勝山小学校）を卒業する。地元で「長崎映画研究会」を結成し活動を続けているうちに、牛原虚彦の第五高等学校（現在の熊本大学）時代の同級生の紹介を受けて1925年（大正14年）4月に東京に移り、牛原の個人的な書生になる。同年9月、松竹蒲田撮影所に入社、助監督部に所属して牛原専属の助監督となる。1926年（大正15年）早々、清水宏の原作をもとに執筆した脚本が採用され、清水が監督し、『真紅の熱情』の題で同年3月21日に公開される。師の牛原が1930年（昭和5年）11月15日に公開された『若者よなぜ泣くか』を最後に同社を退社、アメリカ合衆国に渡ったが、帰国後の1933年（昭和8年）1月、京都の日活太秦撮影所に移籍するに際し、永富も松竹キネマを退社して牛原に同行、日活に移籍する。1934年（昭和9年）、日活を退社し、トーキー専門の新しい映画会社であるゼーオー・スタヂオ（太秦発声映画）に移籍する。同年10月、監督に昇進して『俺は水兵』を監督、同作は翌1935年（昭和10年）1月10日に公開された。
1937年（昭和12年）7月、東京に戻り、大都映画に入社、ふたたびサイレント映画に携わることになる。4作を監督して、同年中に朝日映画製作に移籍し、ドキュメンタリー映画に転向する。1940年（昭和15年）3月1日に結婚、その後、1男1女をもうけた。1941年（昭和16年）、最初の単著『新篇映画用語辞林』を上梓している。1945年（昭和20年）8月15日の第二次世界大戦終結後、同社解散とともにフリーランスの映画監督、脚本家となる。還暦を迎える1963年（昭和38年）に映画界から引退した。
文筆家としては、1972年（昭和47年）、駆逐艦「雪風」に取材した『駆逐艦雪風 誇り高き不沈艦の生涯』（出版共同社）、1976年（昭和51年）には、『肉弾』を書いた桜井忠温に取材した『「肉弾」将軍 桜井忠温』（青葉図書）、1977年（昭和52年）2月には、「日本二十六聖人」に取材した『鮮血の十字架 日本二十六聖人殉教記』（中央出版社）をそれぞれ上梓している。
東京では東京都北区王子に居を構えた。1981年（昭和56年）10月17日、急性肺炎のため北区王子の北病院（現在の生協北診療所、現在東十条）で死去した。満77歳没。

## フィルモグラフィ
クレジットは特筆以外すべて「監督」である。公開日の右側には監督を含む監督以外のクレジットがなされた場合の職名、および東京国立近代美術館フィルムセンター（NFC）、マツダ映画社所蔵等の上映用プリントの現存状況についても記す。同センター等に所蔵されていないものは、とくに1940年代以前の作品についてはほぼ現存しないフィルムである。資料によってタイトルの異なるものは併記した。

### 松竹蒲田撮影所
すべて製作は「松竹蒲田撮影所」、配給は「松竹キネマ」、特筆以外はすべてサイレント映画である。
- 『真紅の熱情』[1][6]（『真紅の情熱』[5]） : 監督・原作清水宏、主演森野五郎、1926年3月21日公開 - 脚本
- 『進軍』 : 監督牛原虚彦、応援監督野村員彦（野村浩将）、原作ジェームズ・ボイド（英語版）、脚本野田高梧、主演鈴木傳明、1930年3月7日公開 - 石川和雄・富田時郎・北村昭彦とともに監督補助（フォース）、142分尺で現存（NFC所蔵[8]）
- 『若者よなぜ泣くか』 : 監督牛原虚彦、原作佐藤紅緑、脚本村上徳三郎、主演藤野秀夫、1930年11月15日公開 - 石川和雄・富田時郎とともに助監督（セカンド）、193分尺で現存（NFC所蔵[8]）
- 『金色夜叉』 : 監督野村芳亭、原作尾崎紅葉、脚本川村花菱・松崎博臣、主演林長二郎・田中絹代、1932年1月14日公開 - 磯野利七郎・矢倉茂雄・高原富士郎・下間登良男・坂井羊子・日夏英太郎とともに監督補助（サード）、87分尺で現存（NFC所蔵[8]）
- 『七つの海 後篇 貞操篇』 : 監督清水宏、原作牧逸馬、脚本野田高梧、主演川崎弘子、1932年2月11日公開 - 佐藤武・沼波勇夫（沼波功雄）・荻原耐とともに監督補助（フォース）、81分尺で現存（NFC所蔵[8]）
- 『花嫁の寝言』 : 監督五所平之助、原作湯山東吉、脚本伏見晁、主演小林十九二・田中絹代、トーキー、1933年1月14日公開 - 富岡敦雄・蛭川伊勢夫・小坂謙・坂井羊子とともに監督補助（フォース）、57分尺で現存（NFC所蔵[8]）
- 『恋の花咲く 伊豆の踊子』 : 監督五所平之助、原作川端康成、増補・脚色伏見晁、主演田中絹代・大日方傳、サウンド版、1933年2月2日公開 - 富岡敦雄・蛭川伊勢夫・小坂謙とともに助監督（フォース）、124分尺で現存（NFC所蔵[8]）

### ゼーオースタヂオ/太秦発声映画
すべてトーキーである。
- 『俺は水兵』 : 原作如月敏、脚本山下敬太郎（柳家金語楼）、主演柳家金語楼、製作ゼーオースタヂオ、1935年1月10日公開
- 『なみだの母』[5][7]（『夫を殺すまで』改題[7]、『涙の母』[6]） : 原作額田六福、脚本牛原虚彦、主演五月信子、製作太秦発声映画、配給日活、1935年5月8日公開
- 『勝太郎小守唄』 : 原作西條八十、主演小唄勝太郎、製作ゼーオースタヂオ、配給東和商事映画部、1936年3月26日公開 - 脚本・監督、50分尺で現存（衛星劇場放映[11]）
- 『南紀州』 : 監督人見吉之助[7]、撮影木村角山、音楽白木義信、脚本不明、製作太秦発声映画、ドキュメンタリー映画、1936年10月8日公開 - 編集
- 『発明日本の女性』 : 1936年製作・公開

### 大都映画
特筆以外すべて製作・配給は「大都映画」、特筆以外すべてサイレント映画である。
- 『母の鐘』 : 主演渡辺義雄、製作G・S映画研究所、サイレント映画、1937年製作・公開 - 原作・脚本・監督
- 『海の弥次喜多』 : 原作・脚本阿部真理也、主演水島道太郎・大河百々代、1937年9月8日公開
- 『俺等の仲間』 : 脚本阿部真理也、主演大塚弘・三島慶子、1937年11月10日公開
- 『吾が子』 : 脚本藤蔭寿美子、主演琴糸路・正邦乙彦、1938年1月21日公開
- 『暁の陸戦隊』 : 原作松島慶三、主演水島道太郎、サウンド版、1938年2月10日公開 - 脚本・監督

### 朝日映画製作
特筆以外すべて製作・配給は「朝日映画製作」、すべてトーキーである。
- 『戰ふ女性』 : 撮影田畑雅、1939年製作・公開 - 脚本・監督、22分尺で現存（NFC所蔵[12]）
- 『鉄輪』 : 撮影林田重雄、1940年11月28日公開 - 監督・構成
- 『日本勤労歌 第一輯』 : 撮影田中武治・西本良之助、解説中村伸郎、1941年1月9日公開 - 構成
- 『燈火』 : 撮影星島一郎、1941年4月17日公開 - 監督・演出
- 『護れ傷兵』 : 1941年製作・公開[1]
- 『世界一の隣組長』 : 原案・解説関屋五十二、撮影太田芳太郎、1942年8月27日公開 - 演出
- 『興亜之希望』 : 1942年製作・公開[1]
- 『ニッポンバンザイ』 : 原案米山忠雄、脚本不明、ナレーション関屋五十二、1943年5月27日公開 - 三上良二と共同で構成、11分尺で現存（NFC所蔵[13]）

### フリーランス
- 『女剣劇の生態』 : 1951年製作・公開[1]
- 『踊る街』 : 脚本松川英二郎、主演中村弘高、製作縄野プロダクション（繩野和士）、配給東宝、1953年7月27日公開
- 『赤痢』 : 1953年製作・公開[1]
- 『黒い太陽』 : 1954年製作・公開[1]
- 『滾々として盡きず 川崎市上水道第四期拡張工事記録』 : 毎日新聞社、1955年製作・公開 - 監督、27分尺で現存
- 『癌』 : 1955年製作・公開[1]
- 『伸び行く東京ガス』 : 1955年製作・公開[1]
- 『洗濯の科学』 : 1955年製作・公開[1]
- 『働く人の皮膚障害』 : 1956年製作・公開[1]
- 『働く人の栄養』 : 1956年製作・公開[1]
- 『工夫は仕事を楽にする』 : 1957年製作・公開[1]
- 『憧れの大空』 : 1957年製作・公開[1]
- 『翼をはぐくむ人々』 : 1958年製作・公開[1]
- 『包装と輸送』 : 1958年製作・公開[1]
- 『第三の人生』 : 1958年製作・公開[1]
- 『緊急出撃 スクランブル』 : 1959年製作・公開[1]
- 『九州路の天皇』 : 1960年製作・公開[1]
- 『鶏に生きる』 : 1960年製作・公開[1]
- 『木工機械の全貌』 : 1961年製作・公開[1]
- 『大台が原山雲の上の広場』 : 1961年製作・公開[1]
- 『カゼ 病原体を探る』 : 共同脚本・監督入江一彰、撮影三橋毅、製作読売映画社、1962年製作・公開 - 脚本、22分尺で現存
- 『東京中央卸市場』 : 1962年製作・公開[1]
- 『職業訓練所』 : 1963年製作・公開[1]
- 『酔っぱらい運転』 : 製作読売映画社、1963年製作・公開[1] - 脚本・監督、20分尺で現存

## ビブリオグラフィ
国立国会図書館蔵書による一覧である。
- 『撮影豫定表の硏究』、『映画科学研究』第3号所収、往来社、1929年9月 - 執筆
- 『映畫製作事務について』、『映画科学研究』第5号所収、往来社、1930年4月 - 執筆
- 『愛國者』、ハンス・クレイリー、共訳石本純吉、『新撰映画脚本集 下巻』所収、往来社、1930年 - 翻訳
- 『上山草人出演映畫目録』、『素顔のハリウッド』所収、上山草人、実業之日本社、1930年 - 執筆
- 『映画用語辞林』、菅書店、1941年 - 単著
- 『新篇映画用語辞林』、菅書店、1941年 - 単著
- 『粋人酔筆』第9号、内外タイムス社、1955年 - 寄稿
- 『科学映画名作シリーズ 17 癌』、『科学の実験』第6巻第5号所収、共立出版、1955年5月
- 『アイモでのぞいたジェット機』、『航空情報 Aireview 』第98号所収、酣燈社、1959年4月
- 『駆逐艦雪風 誇り高き不沈艦の生涯』、出版共同社、1972年 - 単著
  - 改訂新版、出版共同社、1980年4月
- 『映画半世紀』、『映画評論』第31巻第7号所収、新映画、1974年7月
- 『「肉弾」将軍 桜井忠温』、青葉図書、1976年 - 単著
- 『鮮血の十字架 日本二十六聖人殉教記』、中央出版社、1977年2月 - 単著
  - 『日本二十六聖人殉教記』、サンパウロ、1997年1月 ISBN 4805665211